# 10. Unterseebootsflottille
A 10. Unterseebootsflottille foi uma unidade de U-Boots da Kriegsmarine que serviu durante a Segunda Guerra Mundial.
A Flotilha foi formada no dia 15 de Janeiro de 1942, sendo dispensada no mês de Agosto de 1944 quando os últimos submarinos alemães deixaram Lorient. O comandante da flotilha (Korvettenkapitän) Kuhnke deixou o local juntamente com o último U-Boot a sair de lá, o U-853, no dia 27 de Agosto de 1944, chegando em Flensburg, Alemanha no dia 14 de Outubro de 1944.

## Bases
| Janeiro de 1942 – Outubro de 1944 | Lorient |

## Comandante
| Comandante              | Data                              |
| ----------------------- | --------------------------------- |
| Korvkpt. Günther Kuhnke | Janeiro de 1942 – Outubro de 1944 |

## Tipos de U-Boot
Serviram nesta flotilha um os seguintes tipos de U-Boots:
IXC, IXC/40, XB e XVI

## U-Boots
Foram designados ao comando desta Flotilha um total de 80 U-Boots durante a guerra:
| U-118, U-155, U-158, U-159, U-160, U-163, U-164    |
| U-165, U-166, U-167, U-169, U-170, U-171, U-172    |
| U-174, U-175, U-176, U-177, U-178, U-179, U-181    |
| U-185, U-186, U-187, U-188, U-192, U-193, U-194    |
| U-459, U-460, U-461, U-462, U-463, U-464, U-506    |
| U-508, U-509, U-510, U-511, U-512, U-513, U-514    |
| U-515, U-516, U-517, U-523, U-524, U-525, U-526    |
| U-527, U-528, U-529, U-530, U-533, U-535, U-537    |
| U-539, U-540, U-541, U-542, U-543, U-544, U-546    |
| U-549, U-550, U-804, U-844, U-845, U-846, U-853    |
| U-855, U-857, U-865, U-866, U-1221, U-1222, U-1229 |
| U-1230                                             |
| UD-3, UD-5                                         |